# Le Mée-sur-Seine
Le Mée-sur-Seine je jugovzhodno predmestje Pariza in občina v osrednjem francoskem departmaju Seine-et-Marne regije Île-de-France. Leta 1999 je naselje imelo 21.217 prebivalcev.

## Geografija
Kraj leži v osrednji Franciji ob reki Seni, 3 km zahodno od Meluna, 41 km od središča Pariza.

## Administracija
Le Mée-sur-Seine je sedež istoimenskega kantona, v katerega so poleg njegove vključene še občine Boissettes, Boissise-la-Bertrand, Cesson in Vert-Saint-Denis s 37.725 prebivalci.
Kanton je sestavni del okrožja Melun.

## Zgodovina
Ime kraja se prvikrat omenja kot Mas leta 1253. Kasnejši Le Mée se uradno preimenuje v Le Mée-sur-Seine leta 1939.

## Znamenitosti
- Muzej Chapu, posvečen kiparju Henriju Chapuju;

## Pobratena mesta
- Meckenheim (Nemčija),
- Pozoblanco (Španija).